# Liste der Kulturdenkmale in Pennrich
Die Liste der Kulturdenkmale in Pennrich umfasst sämtliche Kulturdenkmale der Dresdner Gemarkung Pennrich. 

## Legende
- Bild: Bild des Kulturdenkmals, ggf. zusätzlich mit einem Link zu weiteren Fotos des Kulturdenkmals im Medienarchiv Wikimedia Commons. Wenn man auf das Kamerasymbol klickt, können Fotos zu Kulturdenkmalen aus dieser Liste hochgeladen werden:
- Bezeichnung: Denkmalgeschützte Objekte und ggf. Bauwerksname des Kulturdenkmals
- Lage: Straßenname und Hausnummer oder Flurstücknummer des Kulturdenkmals. Die Grundsortierung der Liste erfolgt nach dieser Adresse. Der Link (Karte) führt zu verschiedenen Kartendiensten mit der Position des Kulturdenkmals. Fehlt dieser Link, wurden die Koordinaten noch nicht eingetragen. Sind diese bekannt, können sie über ein Tool mit einer Kartenansicht einfach nachgetragen werden. In dieser Kartenansicht sind Kulturdenkmale ohne Koordinaten mit einem roten bzw. orangen Marker dargestellt und können durch Verschieben auf die richtige Position in der Karte mit Koordinaten versehen werden. Kulturdenkmale ohne Bild sind an einem blauen bzw. roten Marker erkennbar.
- Datierung: Baubeginn, Fertigstellung, Datum der Erstnennung oder grobe zeitliche Einordnung entsprechend des Eintrags in der sächsischen Denkmaldatenbank
- Beschreibung: Kurzcharakteristik des Kulturdenkmals entsprechend des Eintrags in der sächsischen Denkmaldatenbank, ggf. ergänzt durch die dort nur selten veröffentlichten Erfassungstexte oder zusätzliche Informationen
- ID: Vom Landesamt für Denkmalpflege Sachsen vergebene, das Kulturdenkmal eindeutig identifizierende Objekt-Nummer. Der Link führt zum PDF-Denkmaldokument des Landesamtes für Denkmalpflege Sachsen. Bei ehemaligen Kulturdenkmalen können die Objektnummern unbekannt sein und deshalb fehlen bzw. die Links von aus der Datenbank entfernten Objektnummern ins Leere führen. Ein ggf. vorhandenes Icon  führt zu den Angaben des Kulturdenkmals bei Wikidata.

## Liste der Kulturdenkmale in Pennrich
| Bild | Bezeichnung | Lage                                               | Datierung                                                        | Beschreibung | ID       |
| ---- | --- | -------------------------------------------------- | ---------------------------------------------------------------- | --- | -------- |
|      | Bormanns Hof: Wohnstallhaus, Scheune und Schuppen eines Dreiseithofes                                           | Altnossener Straße 23 (Karte)                      | 2. Hälfte 19. Jh. (Wohnstallhaus)                                | Fachwerkscheune mit verputztem, massivem westlichem Giebel, dieser mit den ortstypischen ziegelversetzten Segmentbogenfenstern, als Zeugnis ländlicher Architektur baugeschichtlich von Bedeutung, als Teil der alten Dorfstruktur von Pennrich ortsgeschichtlich und stadtentwicklungsgeschichtlich von Belang | 09283119 |
|      | Heinrichs Hof: Wohnstallhaus und Scheune eines Dreiseithofes                                                    | Altnossener Straße 31 (Karte)                      | bezeichnet 1776 (Wohnstallhaus)                                  | Wohnstallhaus mit Fachwerkobergeschoss und massivem, verputztem Ergeschoss und zugewandtem Giebel, Bauten mit Satteldächern, Scheune verputzt, charakteristische Anlage, als Zeugnis ländlicher Architektur und Volksbauweise baugeschichtlich von Bedeutung, als Teil der alten Dorfstruktur von Pennrich ortsgeschichtlich und stadtentwicklungsgeschichtlich von Belang | 09283124 |
|      | Leupolds Hof; Gasthof Pennrich: Ehemaliger Gasthof und Scheune                                                  | Altnossener Straße 41/Oskar-Maune-Straße 1 (Karte) | 1. Hälfte 19. Jh. (Gasthof), 1. Hälfte 19. Jahrhundert (Scheune) | Teil einer ländlichen Hofanlage, langgestreckter Bau mit Fachwerk im Obergeschoss und Krüppelwalmdach, giebelständige Scheune mit holzverschaltem Fachwerkobergeschoss, ortsbildprägende Anlage, als Zeugnis ländlicher Architektur und Volksbauweise baugeschichtlich von Bedeutung, als Teil der historischen Dorfstruktur von Pennrich ortsgeschichtlich und stadtentwicklungsgeschichtlich von Belang. Die Genehmigung zum Betrieb eines Gasthofes erhielt Gottlob Lindner 1780. Nach dem Erwerb des Reiheschanks entwickelte sich der Gasthof zu einer wichtigen Raststätte am Weg nach Freiberg. Mit dem Bau der neuen Straße nach Wilsdruff in den Jahren 1812 und 1813 verlor er jedoch an Bedeutung. Lindner eröffnete in Kesselsdorf den Gasthof zu Neupennrich, der als Gerechtsame zum Gasthof Pennrich gehörte. Das Lokal wurde 1994 geschlossen. Das Gebäude wird derzeit (Stand: 2016) aufwendig saniert. Eine zukünftige Nutzung als Schankwirtschaft ist zurzeit nicht auszuschließen. | 09283123 |
|      | Steins Hof: Wohnstallhaus mit Sonnenuhr, Torbogen und Hof- und Stützmauern                                      | Altnossener Straße 44 (Karte)                      | 1776 (Wohnstallhaus)                                             | giebelständiges Wohnstallhaus mit hofseitigem Fachwerkobergeschoss, massives, verputztes Erdgeschoss und zugewandter Giebel, durch Hanglage im rückwärtigen Bereich dreigeschossig, Krüppelwalmdach, malerische und damit ortsbildprägende Anlage, als Zeugnis ländlicher Architektur und Volksbauweise baugeschichtlich von Bedeutung, als Teil der historischen Dorfstruktur von Pennrich ortsgeschichtlich und stadtentwicklungsgeschichtlich von Bedeutung | 09283125 |
|      | Postgut: Wohnstallhaus und Scheune eines ehemaligen Dreiseithofes                                               | Altnossener Straße 46; 46a (Karte)                 | Ende 19. Jh. (Wohnstallhaus)                                     | zeittypische Bauten vom Ende des 19. Jahrhunderts, massive verputzte Gebäude mit Satteldächern, Wohnstallhaus mit historisierender Putzgliederung, als charakteristisches Zeugnis ländlicher Architektur baugeschichtlich von Bedeutung, als Teil des historischen Pennricher Dorfkerns ortsgeschichtlich und stadtentwicklungsgeschichtlich von Belang | 09283118 |
|      | Bergers Hof: Wohnstallhaus, Scheune und Seitengebäude mit Kumthalle sowie Teil der Hofmauer eines Vierseithofes | Altnossener Straße 48 (Karte)                      | 1. Hälfte 19. Jh. (Wohnstallhaus)                                | Wohnstallhaus hofseitig mit verputztem Fachwerkobergeschoss, hofabgewandte Seite im rückwärtigen Bereich abgeschleppt, Scheune und Seitengebäude massiv, als Zeugnis ländlicher Architektur und Volksbauweise baugeschichtlich von Bedeutung, als Teil des historischen Dorfkerns von Pennrich ortsgeschichtlich und stadtentwicklungsgeschichtlich von Belang | 09283126 |
|      | Wohnstallhaus, Seitengebäude und Scheune sowie Torpfeiler und Mauer eines Dreiseithofes                         | Zum Schmiedeberg 25; 25a; 25b (Karte)              | bezeichnet 1847 (Wohnstallhaus), bezeichnet 1847 (Seitengebäude) | Wohnanlage, massive Bauten mit Satteldächern, Seitengebäude mit Kumthalle und Mittelgiebel, als Zeugnis ländlicher Architektur baugeschichtlich von Bedeutung, als Teil der historischen Dorfstruktur von Pennrich ortsgeschichtlich und stadtentwicklungsgeschichtlich von Belang | 09283127 |